# Discographie de Joe Pass
La discographie de Joe Pass, guitariste américain de jazz comprend des albums enregistrés en leader et des enregistrements avec d'autres musiciens.

## En tant que leader
- 1963 : Catch Me !
- 1964 :
  - Joy Spring
  - For Django
  - The Complete Pacific Jazz Joe Pass Quartet Sessions
- 1965 : The Stones Jazz
- 1966 : A Sign of the Times
- 1967 : Simplicity
- 1969 : Guitar Interludes
- 1970 : Intercontinental
- 1971 : Guitar Interludes
- 1973 : Virtuoso
- 1974 :
  - Portraits of Duke Ellington
  - Live at Donte's
- 1975 :
  - Oscar Peterson et Joe Pass à Salle Pleyel
  - Joe Pass at the Montreux Jazz Festival 1975
  - The Big 3
- 1976 : Virtuoso No 2
- 1977 :
  - Virtuoso No 3
  - Montreux '77 - Live
- 1979 :
  - I Remember Charlie Parker
  - Digital III at Montreux (compilation)
- 1981 : George, Ira and Joe
- 1982 : Eximious
- 1983 :
  - Virtuoso No 4
  - We'll Be Together Again
- 1984 : Live at Long Beach City College
- 1985 :
  - Whitestone
  - University of Akron Concert
- 1987 : Sound Project
- 1988 :
  - Blues for Fred
  - One for My Baby
- 1989 :
  - Autumn Leaves
  - Summer Nights
- 1990 : Appassionato
- 1991 :
  - Virtuoso Live !
  - What's New
- 1992 :
  - Live at Yoshi's
  - Joe Pass in Hamburg
- 1993 :
  - My Song

### Albums Posthumes
- 1994 : Songs for Ellen, enregistré en 1992
- 1998 :
  - Joe's Blues, enregistré en 1968
  - Unforgettable, enregistré en 1992
- 2000 : Songs for Ellen, enregistré en 1974 lors des mêmes séances que Live at Donte's
- 2001: The Complete Pacific Joe Pass Quartet Sessions (Mosaic Records)[1]
- 2001 : What Is There to Say, enregistré en 1990
- 2002 : Meditation: Solo Guitar, enregistré en 1992
- 2004 : Virtuoso in New York, enregistré en 1975

## En tant que coleader

### AvecHerb Ellis
- 1973 :
  - Jazz/Concord
  - Seven, Come Eleven
- 1974 : Two for the Road

### AvecOscar Peterson
| Enregistrement | Nom de l'album | Label          | Notes |
| -------------- | -------------- | -------------- | --- |
| 1973           | The Trio       | Pablo Records. | Album live, enregistré au club de jazz London House à Chicago. Pour cet album, Joe Pass, Niels Pedersen et Oscar Peterson sont récompensés en 1975 par un Grammy Awards dans la catégorie Best Instrumental Jazz Performance, Individual or Group. |
| 1974           | The Giants     | Pablo Records. | Album studio. Avec le contrebassiste Ray Brown. |
| 1975           | Porgy and Bess | Pablo Records. | Album studio. |

### AvecNiels-Henning Ørsted Pedersen
- 1978 : Chops
- 1979 : Northsea Nights

### Autres
- 1961 : Sounds of Synanon
- 1977 : Quadrant, avec Milt Jackson
- 1978 : Tudo Bem !, avec Paulinho Da Costa
- 1981 : Checkmate, avec Jimmy Rowles
- 1991 : Duets, avec John Pisano
- 1994 : Roy Clark & Joe Pass Play Hank Williams, avec Roy Clark

## En tant que sideman

### AvecLes McCann
- 1962 : Somethin' Special
- 1963 : Jazz as I Feel It

Portraits

### Avec Gerald Wilson Orchestra
- 1962 : 
  - On Time
  - Moment of Truth
- 1963 : Portraits

### AvecMoacir Santos
- 1972 : Maestro

### AvecElla Fitzgerald
- 1973 :
  - Take Love Easy
  - Newport Jazz Festival: Live at Carnegie Hall
- 1974 :
  - Fine and Mellow
  - Ella in London
- 1976 : Fitzgerald and Pass... Again
- 1981 : Ella Abraça Jobim
- 1982 : The Best Is Yet to Come
- 1983 : Speak Love
- 1986 : 
  - Easy Living
  - Gee, Baby, Ain't I Good to You

### AvecOscar Peterson
- 1974 : The Good Life
- 1975 : The Oscar Peterson Big 6 at Montreux
- 1978 : The Paris Concert (1978)
- 1979 :
  - Night Child
  - Skol
- 1982 : Face to Face
- 1983 :
  - A Tribute to My Friends
  - If You Could See Me Now
- 1986 :
  - Oscar Peterson Live !
  - Time After Time
  - Oscar Peterson + Harry Edison + Eddie "Cleanhead" Vinson
  - Benny Carter Meets Oscar Peterson

### Autres
- 1962 : Chet Baker Sings, avec Chet Baker
- 1963 : Folk 'n' Flute, avec Bud Shank
- 1975 : Zoot Sims and the Gershwin Brothers, avec Zoot Sims
- 1978 : How Long Has This Been Going On ?, avec Sarah Vaughan
- 1989 : After Hours, avec André Previn